# Timorspitzmaus
Die Timorspitzmaus oder Dünnspitzmaus (Crocidura tenuis) ist eine nur auf der Insel Timor vorkommende Spitzmausart. Sie lebt in den wenigen Primärwäldern der Insel in Höhen zwischen 500 und 3000 Metern Höhe über dem Meer. Durch die Zerstörung ihres Lebensraums ist ihr Bestand wahrscheinlich bedroht, weswegen sie auf der Roten Liste der bedrohten Tierarten des IUCN als gefährdet verzeichnet war.

## Verbreitung

Die Insel Timor

Das Verbreitungsgebiet der Timorspitzmaus beschränkt sich auf die Insel Timor, die zu den Kleinen Sundainseln gehört. Hier ist die Art sowohl im indonesischen Teil wie auch in Osttimor verbreitet. Die Höhenverbreitung reicht bis in die höchsten Lagen Timors von knapp 3.000 Metern. Nachgewiesen ist die Art nur an zwei Fundorten, es wird aber angenommen, dass sie vor allem in den Höhenlagen häufiger vorkommt. Das Gesamtverbreitungsgebiet erstreckt sich jedoch wahrscheinlich auf weniger als 20.000 Quadratkilometer, etwa zwei Drittel der Insel.

## Lebensweise
Über die Lebensweise der Timorspitzmaus liegen nur sehr wenige Daten vor. Sie lebt wahrscheinlich vor allem in den wenigen feuchten Primärwäldern der Insel in den Höhenlagen der Insel. Ihre Anpassungsfähigkeit an veränderte Lebensraumbedingungen ist unbekannt.

## Systematik
Die Timorspitzmaus wird als eigenständige Art innerhalb der Weißzahnspitzmäuse (Gattung Crocidura) eingeordnet. Die wissenschaftliche Erstbeschreibung stammt von Salomon Müller aus dem Jahr 1840. Nach Jenkins (1982) wurde angenommen, dass die Timorspitzmaus eine gemeinsame Art mit der Crocidura fuliginosa darstellen könnte, später wurde der Artstatus allerdings bestätigt. Jedoch befindet sich die Systematik der Weißzahnspitzmäuse mit etwa 170 Arten in stetiger Diskussion und vor allem für die südostasiatische Fauna, die durch viele Inselendemiten geprägt ist, ist diese noch nicht abschließend geklärt.
Innerhalb der Art werden neben der Nominatform keine weiteren Unterarten unterschieden.

## Bedrohung und Schutz
Die Art wird von der International Union for Conservation of Nature and Natural Resources (IUCN) aufgrund nicht ausreichender Daten zur Bestandsgröße, unsicherer Systematik und wenigen Kenntnissen zur Lebensweise ohne Gefährdungseinordnung („data deficient“) eingestuft. 1996 wurde sie jedoch noch als gefährdet („vulnerable“) betrachtet.
Aufgrund der begrenzten Kenntnisse zur Ökologie der Art sind tatsächliche Bedrohungen für sie unbekannt. Da sie wahrscheinlich abhängig von Waldgebieten ist, stellen die Lebensraumveränderungen vor allem durch Rodungen und Umwandlung in landwirtschaftliche genutzte Flächen in den Niederungen der Insel eine potenzielle Bedrohung der Art dar.

## Belege
1. 1 2 3 4 5  Crocidura tenuis in der Roten Liste gefährdeter Arten der IUCN 2008. Eingestellt von: D. Lunde, K.  Helgen, 1996. Abgerufen am 22. Mai 2013.
2. 1 2 3  Crocidura tenuis (Memento des Originals vom 11. November 2013 im Internet Archive)  Info: Der Archivlink wurde automatisch eingesetzt und noch nicht geprüft. Bitte prüfe Original- und Archivlink gemäß Anleitung und entferne dann diesen Hinweis.. In: Don E. Wilson, DeeAnn M. Reeder (Hrsg.): Mammal Species of the World. A taxonomic and geographic Reference. 2 Bände. 3. Auflage. Johns Hopkins University Press, Baltimore MD 2005, ISBN 0-8018-8221-4.
3. ↑  Masaharu Motokawa, Hon-Tsen Yu, Masashi Harada: Diversification of the white-toothed shrews of the genus Crocidura (Insectivora: Soricidae) in East and Southeast Asia. In: Mammal Study. Bd. 30, Supplement 1, 2005, ISSN 1343-4152, S. S53–S64, doi:10.3106/1348-6160(2005)30[S53:DOTWSO]2.0.CO;2.
4. ↑  Giovanni Amori, Federica Chiozza, Carlo Rondinini, Luca Luiselli: Worldwide conservation hotspots for Soricomorpha focusing on endemic island taxa: an analysis at two taxonomic levels. In: Endangered Species Research. Bd. 15, 2011, ISSN 1863-5407, S. 143–149, doi:10.3354/esr00377.